# Společenství evangelických církví v Evropě
Společenství evangelických církví v Evropě (něm. zkratka GEKE, angl. zkratka CPCE) neboli Leuenberské společenství církví je svazem 94 protestantských církví z Evropy a Jižní Ameriky (které mají kořeny v Evropě). Jsou v něm sdruženy církve luterské, kalvínské, unionované, metodistické, jakož i církve vzešlé z obrodných hnutí před světovou (druhou) reformací (viz česká reformace). 
Církve se společně hlásí k tzv. Leuenberské konkordii, která byla podepsána 16. 3. 1973 a v níž vyjadřují vzájemné uznání a rovnost navzdory konfesní rozdílnosti, rozdílnosti řádů a rozdílné zbožnosti. Tímto dokumentem jednotlivé denominace deklarují, že chtějí hledat shodu na tom, co je podstatné, totiž na evangeliu, a vyhlašují, že sdílejí společenství slova a svátostí. Překonávají tak historické rozdělení, napětí a odsudky, které mezi reformačními církvemi byly ve věci učení o svátostech, a které po staletí znemožňovaly společné slavení svátostí. 
Velmi stručně to znamená, že zapojené církve v současnosti slaví společně bohoslužby i se svátostmi a vzájemně si také uznávají ordinaci duchovních, kteří se tudíž mohou při bohoslužbách zastupovat. Je to ekumenický model, který církve neslučuje, ale spojuje k jednotě v různosti. Podstatné pro jednotu je dílo Ježíše Krista, pluralita učení a liturgie může být považována za vzájené obohacení, pokud církve chtějí byž společně na cestě k hlubšímu poznávání evangelia.  
Organizační struktura CPCE / GEKE je proto poměrně volná; tvoří ji mezinárodní Valné shromáždění, které se schází obvykle jednou za 6 let, třináctičlenný Výkonný výbor, tříčlenné Prezídium a sekretariát. Kancelář CPCE / GEKE je v současnosti ve Vídni. V intervalech mezi setkáními Valného shromáždění pracují regionální skupiny složené ze zástupců členských církví. Ty se věnují aktuálním společenským a teologickým otázkám, navzájem sdílejí zkušenosti z jednotlivých církví a připravují dokumenty, které mohou sloužit církvím v celospolečenské diskusi. 
Dokumenty a studijní texty jsou dostupné elektronicky, některé z nich byly přeloženy do češtiny.
V roce 2023 si CPCE / GEKE na mnoha místech připomínalo 50. výročí Leuenberské konkordie. V České republice se při této příležitosti slavila slavnostní ekumenická bohoslužba s připomínkou křtu a s večeří Páně. Shromáždění proběhlo 21. listopadu ve sboru CČSH v pražských Dejvicích, předsedala mu Jana Křížová (ECM) a kázáním posloužila Jana Hofmanová (ČCE). Představitelé leuenberských církví přijali službu u stolu Páně.

## Regionální skupiny
- North West Group
- South East Group (české církve patří do Jihovýchodní skupiny)
- Forum of the Churches of the Northern Region
- Conference of the Churches on the Rhine
- Conférence des Eglises protestantes des Pays latins d’Europe CEPPLE

## Leuenberské společenství církví v Česku
Členy Leuenberského společenství v České republice jsou následující církve:
- CB – Církev bratrská
- CČSH – Církev československá husitská
- ČCE – Českobratrská církev evangelická
- ECM – Evangelická církev metodistická
- SCEAV – Slezská církev evangelická augsburského vyznání

Tyto církve se od roku 2000 scházejí v dvouletých intervalech na českých synodech Leuenberského společenství. Iniciátorem tohoto modelu vzájemné ekumenické porady a společného promýšlení české situace protestantských církví byl Prof. ThDr. Pavel Filipi. Církve jsou na synodu zastoupeny rovnoměrně, delegáti společně slaví bohoslužby a sdílejí informace o dění v jednotlivých církvích. Podněty ze synodu jsou předkládány jednotlivým členským církvím v ČR jako doporučení. Jednotlivé církve se střídají v pohostinství synodu a organizaci zajišťuje předsednictvo, do něhož každá delegace jmenuje svého zástupce.
Od roku 2017 vychází každoročně z podnětu leuenberského synodu společná příručka Denní čtení (krátké úvahy nad Hesly Jednoty bratrské), tvořená příspěvky teologů nejen členských církví. 

### Přehled synodů leuenberských církví v ČR
- 1. synod, 2000, téma: Vzájemné zastupování církví v diaspoře
- 2. synod, 2002, Brno
- 3. synod, 2004, Plzeň
- 4. synod, 2006, 24.-25. 11., Praha, téma: Misie
- 5. synod, 2008, 28.-29. 11., Smilovice, téma: Diakonie
- 6. synod, 2010, 5.-6. 11., Praha 4, téma: Výchova k pevným vztahům
- 7. synod, 2012, 23.-24. 11, Praha 6, téma: Bohoslužba
- 8. synod, 2014, 21.-22.11., Praha, téma: Církev a (její) peníze
- 9. synod, 2016, téma: Dědictví reformace
- 10. synod, 2018, Písek u Jablunkova, téma: Náboženská pluralita
- 11. synod, 2021, Pardubice, téma: Duchovní formace mládeže
- 12. synod, 2023, Brno, téma: Církevní společenství